# 吴庆沿
吴庆沿（1945年—），辽宁沈阳人，汉族，中华人民共和国政治人物、第十一届全国人民代表大会黑龙江地区代表。
毕业于山东省泰山医学院临床医学专业，是中共党员。担任鸡西矿业总医院院长。2008年起担任全国人大代表。